# 遮打大廈

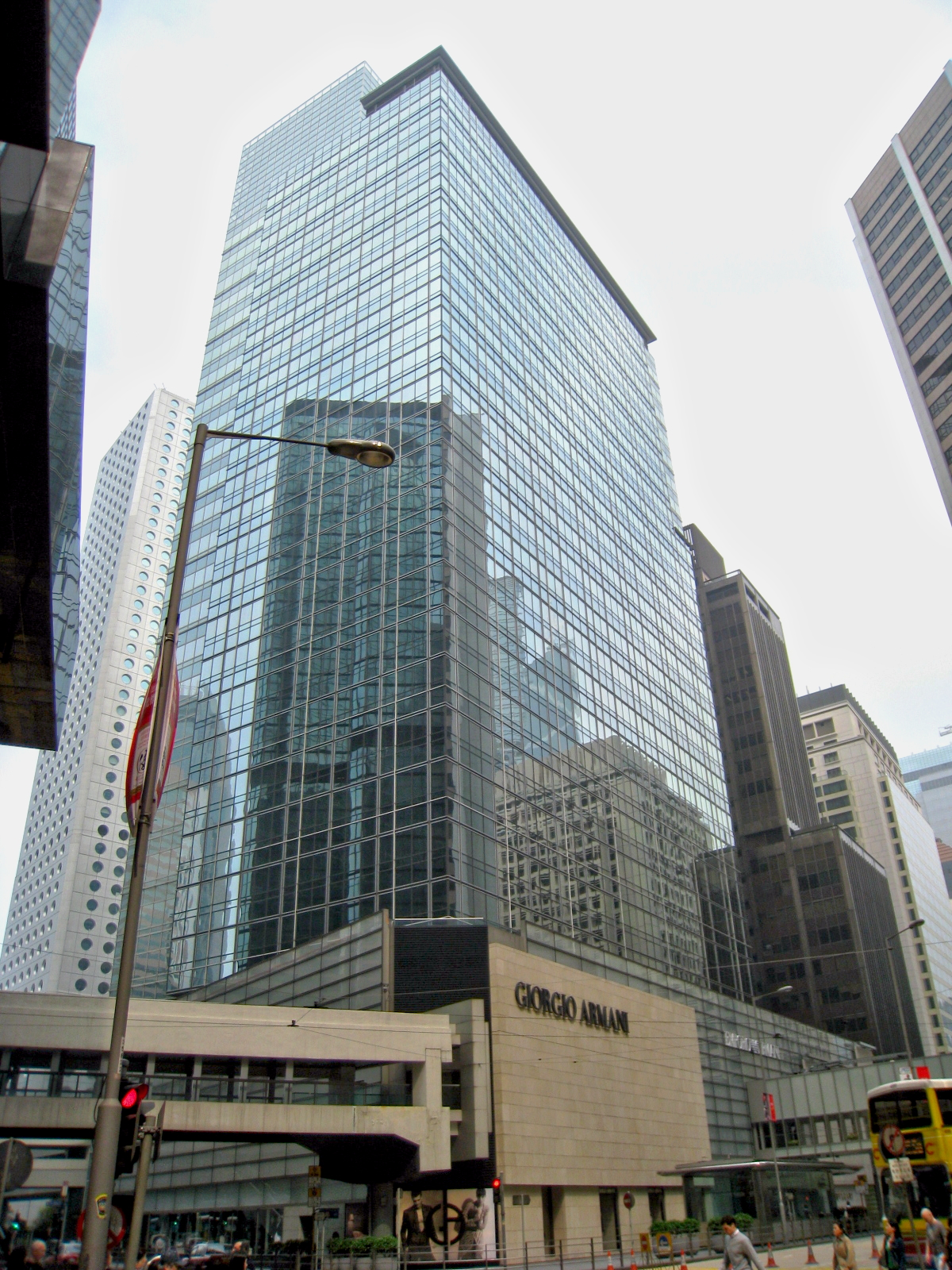
遮打大廈

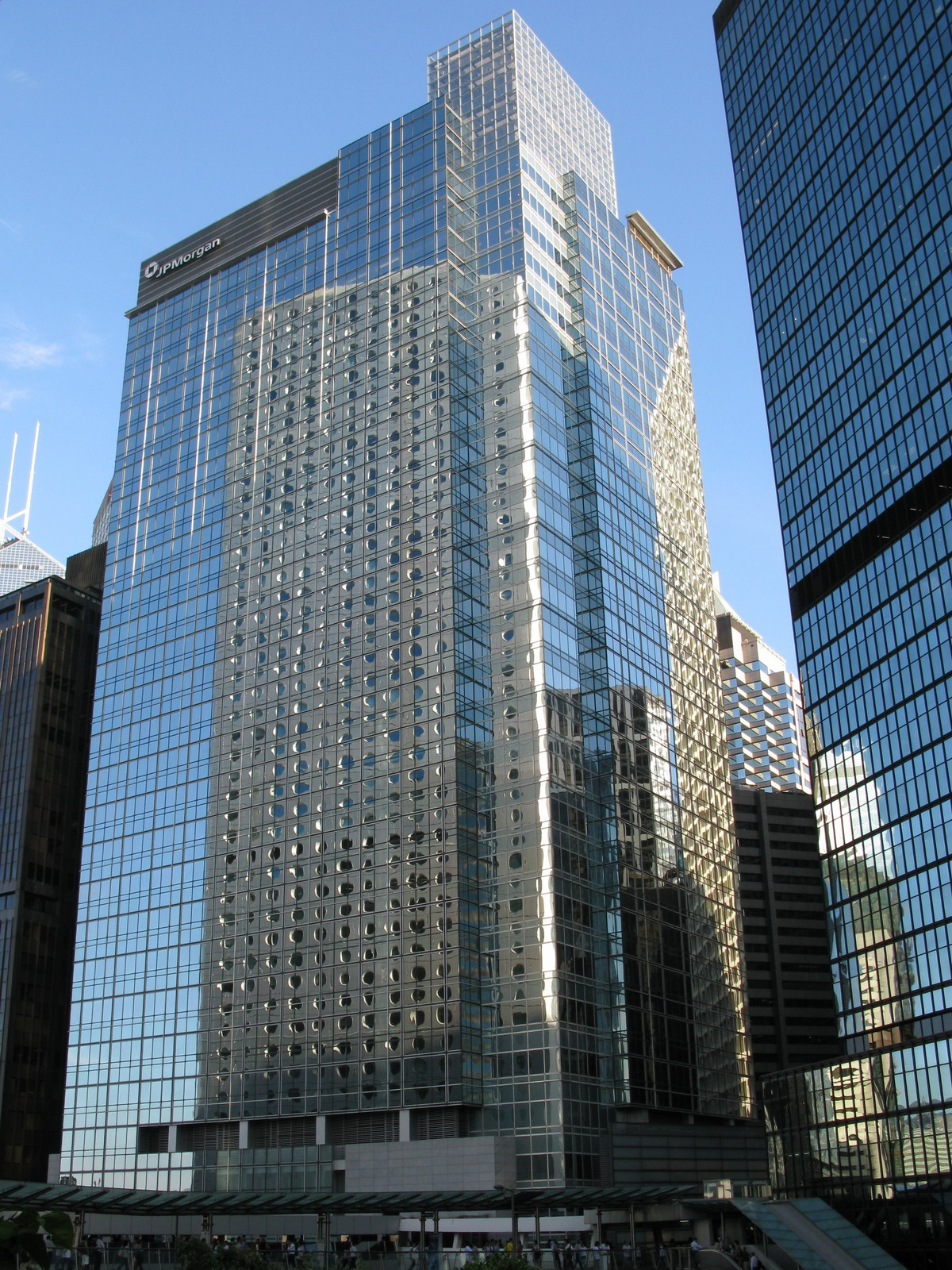
遮打大廈

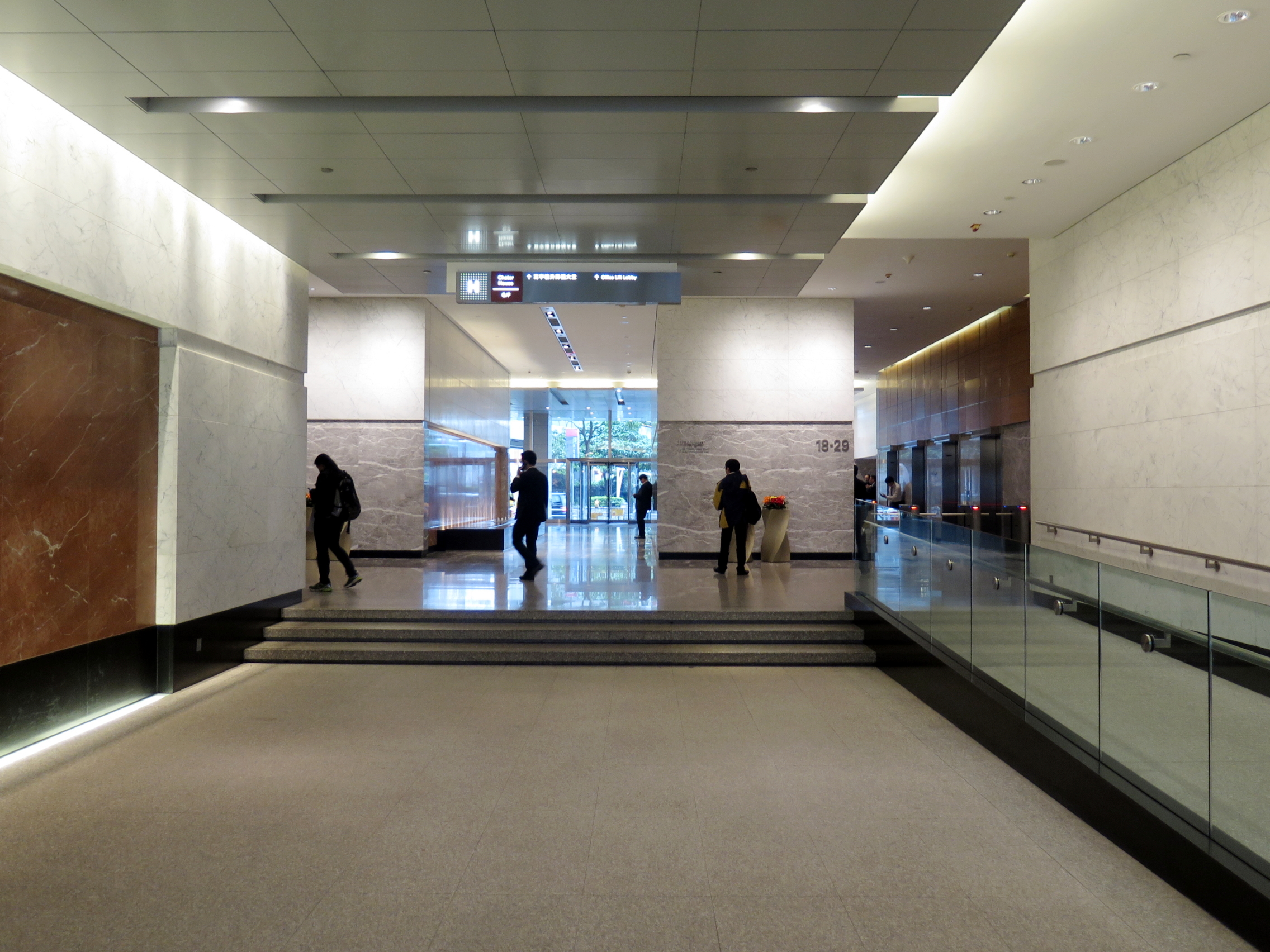
寫字樓大堂

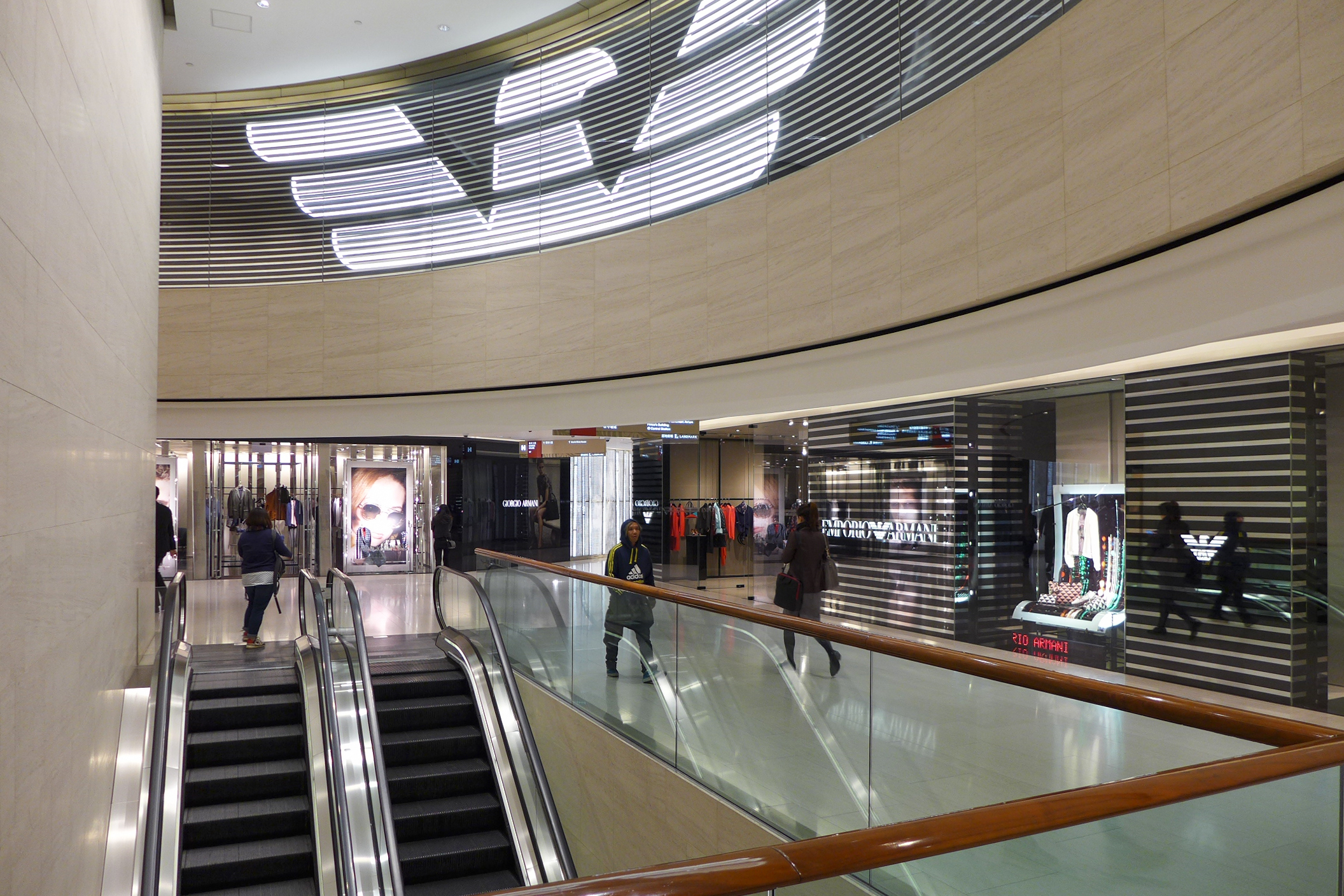
整個商場由Giorgio Armani旗下的Emporio Armani承租

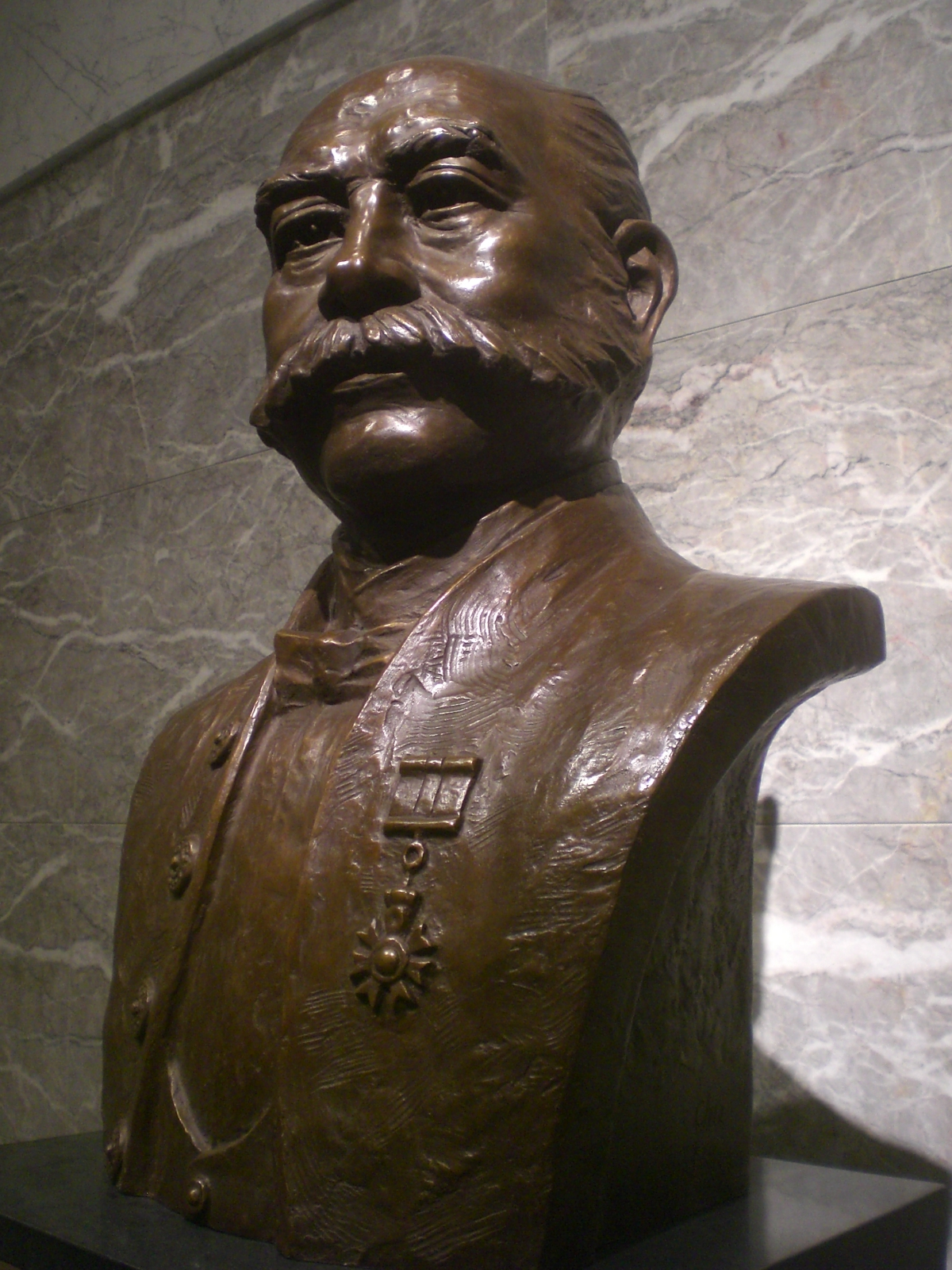
遮打爵士半身人像，置於地下寫字樓大堂，是朱達誠作品

遮打大廈（英語：Chater House）是香港的一座商業大廈，位處香港島中環干諾道中8號及遮打道11號，於2002年落成，樓高30層，為香港置地旗下的物業，同樣亦是中上環區老牌商廈之一。大廈以香港亞美尼亞裔商人保羅·遮打（Paul Chater）命名。大部份租戶為外資金融公司，包括對沖基金、資產管理公司、自營交易公司和投資銀行。

## 歷史
而遮打大廈原址最早期建築是香港置地於1904年及1905年興建的干諾道中英皇行（King's Building），遮打道沃行（York Building）。及於仁保險於1904年興建的畢打街五層高建築，於1921年起被稱為於仁行（Union Building）。沃行及英皇行於1958年開始拆卸。之後1960年代於仁保險將於仁行出售予香港置地，及後1962年7月於仁行拆卸完成
，合併改建成樓高20層的於仁大廈（Union House）。
而太古集團、地產和國泰航空公司早在1962年起在本大廈辦公，由於太古集團是於仁大廈的大租客，1976年改名為太古大廈（Swire House）。
因太古大廈極為殘舊，香港置地決定放棄其翻新計劃，並於1996年獲批重建圖則初稿，翌年正式宣佈重建。1998年10月5日，大廈正式拆卸，而申訴專員公署、太古集團、國泰航空、澳洲航空、美心食品、安盛保險、善寧會、香港會計師公會和加拿大航空也全數遷出。
重建後的遮打大廈為一幢玻璃幕牆大廈，由KPF建築師事務所及凱達環球設計，並由金門建築建造。

## 租戶
遮打大廈的最大租戶為摩根大通（JP Morgan）。摩根大通於2001年9月向置地承租大廈11層共207,000平方呎樓面為辦事處，為期十年（及後於2011年已續租）；而其他租戶包括澳洲聯邦銀行（Commonwealth Bank of Australia，已遷回交易廣場）、香港證監會的辦事處（已遷往長江集團中心，其後再遷往太古坊港島東中心）、投資者賠償有限公司（5樓，已遷往長江集團中心，其後再遷往太古坊港島東中心 （页面存档备份，存于））、百達資產管理（Pictet Asset Management）（8-9樓）、富蘭克林鄧普頓投資（Franklin Templeton Investments）（17樓）、摩根資產管理（Morgan Asset Management）（21樓）等。

## 商場
遮打大廈商場樓高3層，大部分由Giorgio Armani旗下的Emporio Armani承租。而大廈外牆高處明顯裝置ARMANI公司的品牌名字。
2012年，香港置地把遮打大廈商場命名為置地遮打（Landmark Chater）。到2019年，Giorgio Armani不再承租2樓，原址改為置地租戶專享的活動場地CENTRICITY，提供小型商務會議至容納200人的研討會等活動。該層也設5000平方呎的BESPOKE salon和只供置地租戶使用的餐廳Catchic Restaurant & Bar 。

## 樓層分佈
- 5樓：Schonfeld Strategic Advisors、Y-intercept (Hong Kong) Limited
- 6樓：Oak Hill Advisors (Hong Kong) Limited、普徠仕香港有限公司（T. Rowe Price Hong Kong Limited）
- 6樓至7樓：摩根大通（JPMorgan Chase Bank）
- 7樓︰夏焱资本資本管理有限公司（Sumemr Capital Management Company Limited）、駿利亨德森投資香港有限公司（Janus Henderson Investors Hong Kong Limited）、中庸資本有限公司（Optimas Capital Limited）
- 8樓︰瑞士百逹資產管理（香港）有限公司（Pictet Asset Management (Hong Kong) Limited）
- 9樓：瑞士百逹銀行（香港分行）（Banque Pictet & Cie SA, Hong Kong Branch）
- 10樓︰Jane Street
- 11樓：Point72 Hong Kong Limited）、Point72 Hong Kong Limited - Cubist Systematic Strategies Division、Lazard Asset Management (Hong Kong)
- 12樓：Point72 Hong Kong Limited
- 13樓，15樓，17樓全層樓面及16個散單位，簡街資本 (Jane Street Capital)，涉約6.1萬方呎
- 16樓：華晨汽車集團（1602室-1605室）
- 18樓至29樓：摩根大通（JPMorgan Chase Bank）

## 事件
2009年中，一名外籍藝術家，在遮打大廈外牆Armani標記下，塗鴉上一個黑色溶解中的Chanel商標。引發Armani要求巨額索償。在2009年7月20日晚，遮打大廈外牆再遇疑似刑事毀壞。

## 圖集

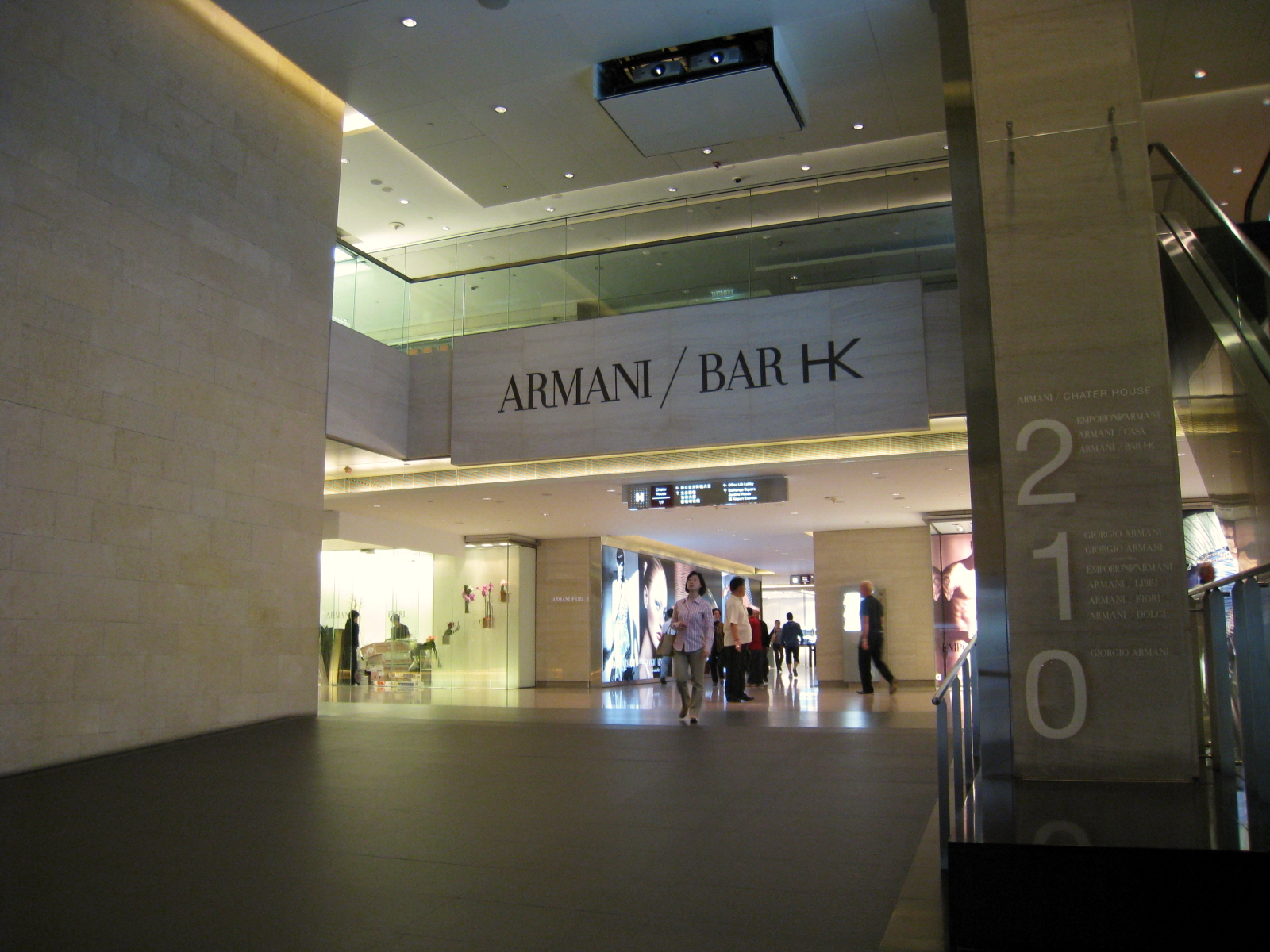
遮打大廈內部
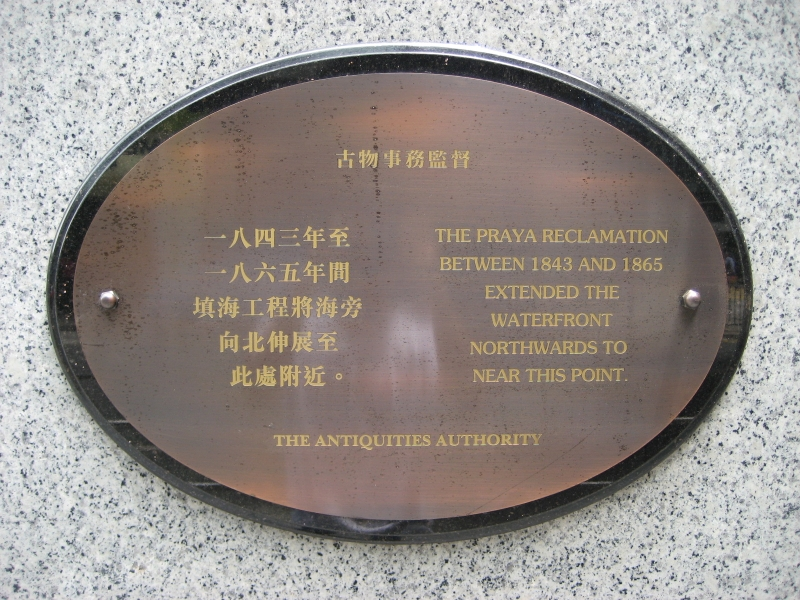
位於遮打大廈外牆的《一八四三至六五年海旁填海紀念牌匾》
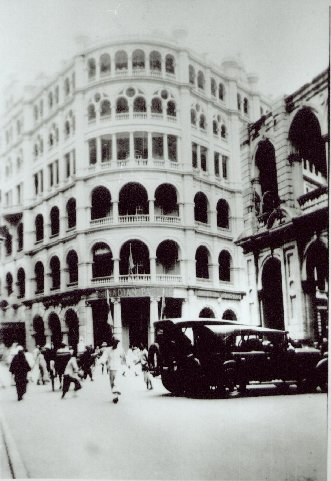
遮打大廈原址最早期建築於仁行（Union Building），攝於1926年，圖右為已被焚毀的香港大酒店

## 鄰近建築物
- 歷山大廈
- 置地廣場
- 太子大廈
- 香港文華東方酒店
- 交易廣場
- 告羅士打大廈
- 公爵大廈
- 約克大廈
- 聖佐治大廈
- 怡和大廈

## 交通
| 交通路線列表                                 |
| -------------------------------------------- |
| 港鐵 - █ 港島綫、 █ 荃灣綫：中環站E出口 電車 |

### 主要交通幹道
- 干諾道

## 外部連結
- 遮打大廈